# Коты-аристократы
«Коты́-аристокра́ты», или «Коты Аристократы» (англ. The Aristocats) — полнометражный мультфильм студии Уолта Диснея, основанный на истории Тома МакГауэна. Он двадцатый полнометражный мультфильм Уолта Диснея.
Мультфильм вышел в прокат 11 декабря 1970 года. Его оригинальное название — смесь слов «аристократы» и «коты».
Основная идея фильма — живая романтичная музыкальная комедия о говорящих кошках во Франции, ранее использованная в полнометражном мультфильме «Мурлыка». События происходят вокруг семьи аристократических кошек. Аристокошки познакомились с бездомным котом, который помог им после того, как дворецкий похитил их, чтобы получить состояние своей госпожи, предназначавшееся по наследству её кошкам.
Студия Уолта Диснея запланировала выпустить продолжение «Коты-аристократы II» в декабре 2005 года, затем планы пересмотрели на 2007 год, но в начале 2006 года производство продолжения было отменено.

## Сюжет

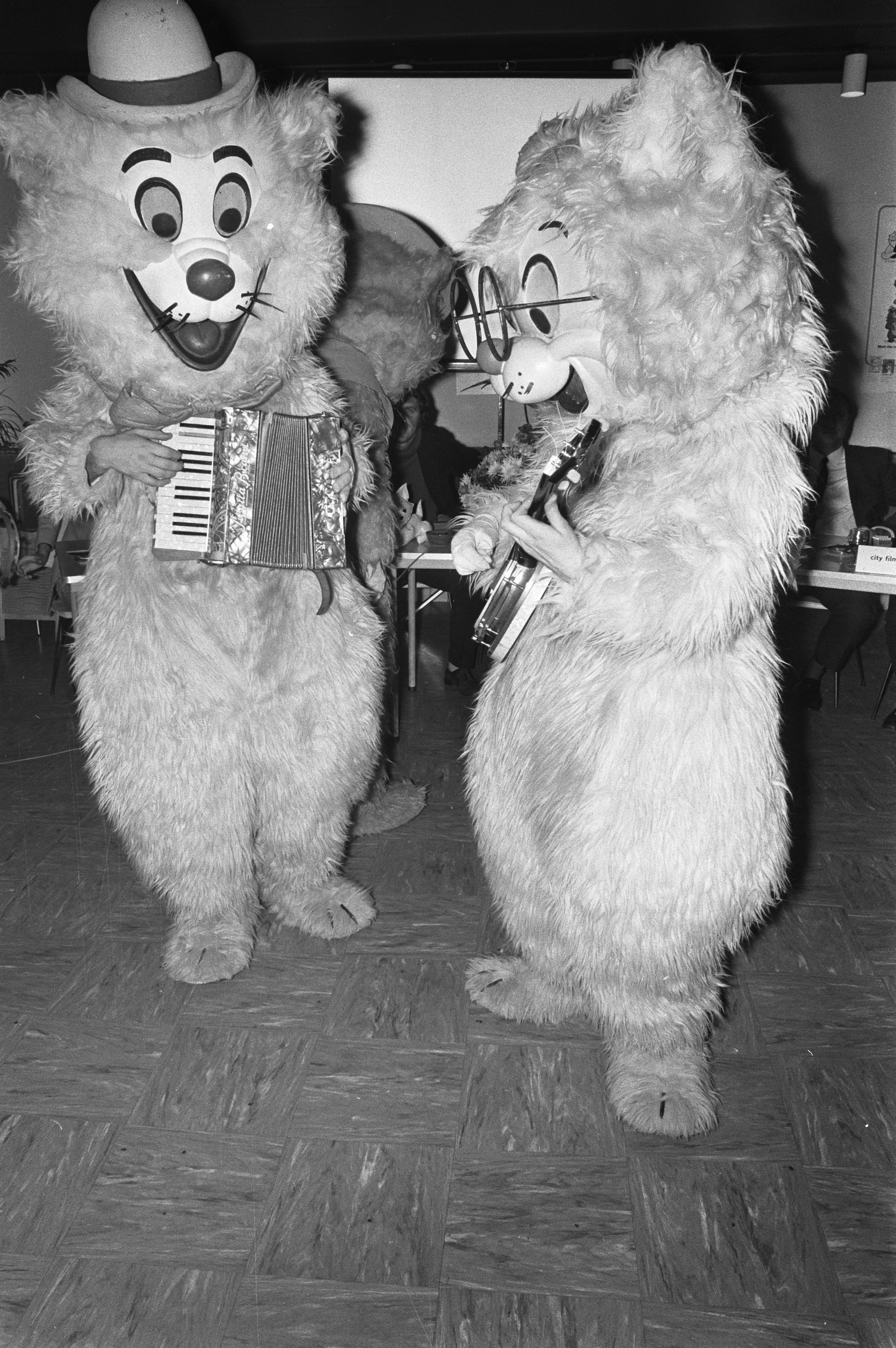
Фигуры котов в Амстердаме

Действие мультфильма происходит в Париже в 1910 году и сосредоточено около кошки-матери по кличке Герцогиня и трёх её котят: белой Мари, чёрного Берлиоза и рыжего Тулуза. Кошки живут в особняке бывшей оперной певицы мадам Аделаиды Бонфамили, вместе с её английским дворецким Эдгаром, кобылой Фру-Фру и мышом Рокфором. Мадам Аделаида встречается со своим эксцентричным другом и адвокатом Жоржем Откуром для составления завещания. Она заявляет ему, что желает, чтобы всё её состояние досталось её любимым кошкам, и чтобы Эдгар заботился о них до тех пор, пока они не скончаются, после чего он будет иметь право непосредственно вступить в наследство. Эдгар слышит её слова из своей каморки и полагает (думая, что у кошек на самом деле есть девять жизней), что он умрёт раньше, чем будет иметь право унаследовать состояние мадам Аделаиды. Дворецкий задумывает похищение, чтобы удалить кошек из статуса наследников. Он усыпляет их снотворным типа «сливки де-ля крем а-ля Эдгар», а затем помещает кошек в корзинку и вывозит за город на мотоцикле. Однако в пути на него нападают два пса: Наполеон (порода Бладхаунд) и Лафайетт (порода Бассет-Хаунд). Дворецкому удаётся вырваться, но при этом он теряет свои зонтик, шляпу-котелок, коляску от мотоцикла и корзину со спящими кошками. Кошки оказываются вдали от дома. В это время мадам Аделаида и Рокфор обнаруживают пропажу.
Наутро Герцогиня встречает уличного кота по имени Абрахам де Лейси Джузеппе Кейси Томас О’Мэлли, который, очарованный её красотой, соглашается привести её и её котят обратно в Париж. Герцогиня также испытывает к нему симпатию, а её котята восхищены новым другом.
Эдгар хвастается Фру-Фру, что ему удалось похитить котят и не вызвать подозрений, но потом вспоминает, что забыл зонтик, шляпу, коляску и корзину за городом. Рокфор слышит это и решает его остановить.
Чтобы добраться до Парижа, кошки запрыгнули в кузов машины, везущей сливки, но водитель их заметил и выгнал. Затем они пересекают железнодорожный мост и чуть не попадают под поезд. Мари падает в реку. Томас спасает её, но сам не может прибиться к берегу. Его спасают две английских гусыни-сестры Амелия и Абигейл Гэббл, путешествующих до Парижа. Амелия и Абигейл присоединяются к кошкам и благополучно добираются вместе с ними до Парижа, где прощаются, встретив своего дядю-гусака.
В связи с поздним временем О'Мэлли предлагает кошкам свою лачугу, чтобы провести ночь. Там они встречают друга Томаса кота Кыш-Брыся и его джаз-бэнд. Они вместе с Томасом, Герци и котятами устраивают вечеринку, исполняя песню «Каждый очень хочет быть котом», после чего джаз-бэнд удаляется, а котята засыпают. О'Мэлли и Герцогиня проводят вечер на соседней крыше и беседуют. В это время котята подбегают к подоконнику и слушают их. Несмотря на то, что у них обоих появились чувства друг к другу, Герцогиня, в конечном счете, полагает, что им придётся расстаться, думая, что мадам Аделаида не примет Томаса.
Тем временем Эдгар вновь отправляется за город, чтобы уничтожить улики, которыми завладели Наполеон и Лафайетт. После короткого и курьёзного сражения с псами ему удаётся вернуть свои вещи.
Утром кошки возвращаются к особняку, и прощаются с товарищем. Мадам слышит их мяуканье, но Эдгар хватает кошек, сажает в мешок и прячет их в духовке. Герцогиня просит Рокфора позвать Томаса, чтоб просить его о помощи. Он догоняет кота, после чего О’Мэлли мчится назад к особняку, приказывая, чтобы Рокфор нашёл Кыш-Брыся.
Эдгар решает на этот раз отправить кошек почтой в Тимбукту. Томас, Кыш-Брысь, его группа и Фру-Фру начинают бороться с дворецким, в то время как Рокфор освобождает Герцогиню и котят. В конце концов, Эдгар был оглушён, помещён в сундук и сам отправлен в Тимбукту. Завещание мадам Аделаиды было переписано так, чтобы исключить из него Эдгара (характерно, что сама хозяйка ни разу не заподозрила дворецкого в похищении кошек); одновременно Аделаида учреждает фонд милосердия, который предоставил убежище всем беспризорным кошкам Парижа. В этот дом прибывает группа Кыш-Брыся и начинает снова петь песню: «Каждый очень хочет быть котом».

## Роли озвучивали
- Эва Габор — Герцогиня
- Роби Лестер — Герцогиня (вокал)
- Лиз Инглиш — Мари
- Дин Кларк — Берлиоз
- Гэри Дьюбин — Тулуз
- Фил Харрис — Томас О’Мэлли
- Гермиона Бэддели — мадам Аделаида Бонфамили
- Родди Мод-Роксби — дворецкий Эдгар Бальтазар
- Стерлинг Холлоуэй — Рокфор
- Нэнси Кулп — Фру-Фру
- Рут Баззи — Фру-Фру (вокал)
- Чарльз Лейн — Жорж Откур
- Моника Эванс — Амелия
- Кэрол Шелли — Абигейл
- Билл Томпсон — дядя Уолдо
- Скэтмэн Кроудерс — Кыш-Брысь
- Пол Винчелл — Шун Гон
- Лорд Тим Хадсон — Хит Кат
- Вито Скотти — Пеппо
- Терл Рейвенскрофт — Билли Босс
- Пэт Баттрэм — бладхаунд Наполеон
- Джордж Линдси — бассет-хаунд Лафайетт
- Питер Ренэдей — молочник
- Морис Шевалье — вокальная партия

Берлиоз и Тулуз были названы в честь известных французских композитора Гектора Берлиоза и художника Анри де Тулуз-Лотрека, соответственно (этим же объясняются и их увлечения: Берлиоз играет гаммы на рояле, а Тулуз рисует). В итальянском дубляже, однако, их имена были заменены на Бизе (Берлиоз) и Матисс (Тулуз), тоже взятых от известных французов-композитора и художника — Жоржа Бизе и Анри Матисса.

## Группа создателей
- Адаптация истории: Кен Андерсон, Ларри Клеммонс, Эрик Клеворт, Вэнс Джерри, Джулиус Свендсен, Фрэнк Томас, Ральф Райт
- Основано на истории Тома МакГауэна и Тома Роува
- Главные мультипликаторы: Милт Кал, Олли Джонстон, Фрэнк Томас, Джон Лаунсбери
- Художники-мультипликаторы: Хэл Кинг, Эрик Клеворт, Фред Хельмих, Эрик Ларсон, Джулиус Сведсен, Уолт Стэнчфилд, Дэвид Микэнер
- Мультипликаторы-эффектов: Дан МакМанус, Дик Лукас
- Макетные художники: Дон Гриффит, Базил Давидович, Сильвия Ромер
- Фоновые художники: Ал Демпстер, Билл Лэйн, Ральф Халетт
- Начальник производства: Дон Дакуолл
- Ассистенты режиссёра: Эд Хансен, Дэн Алгуир
- Звуковой редактор: Роберт О.Кук
- Редактор: Том Аскота
- Музыкальный редактор: Эвелин Кеннеди
- Композитор: Джордж Брунс
- Музыкальный директор: Уолтер Шитс
- Продюсеры: Вольфганг Райтерман и Уинстон Хиблер
- Режиссёр: Вольфганг Райтерман